# Иран — контрас
Дело «Ира́н-ко́нтрас» (англ. Iran–Contra affair); также известен как «Ирангейт» (англ. Irangate), по аналогии с «Уотергейтом») — крупный политический скандал в США во второй половине 1980-х годов. Разгорелся в конце 1986 года, когда стало известно о том, что отдельные члены администрации США организовали тайные поставки вооружения в Иран, нарушая тем самым оружейное эмбарго против этой страны. Дальнейшее расследование показало, что деньги, полученные от продажи оружия, шли на финансирование никарагуанских повстанцев-контрас в обход запрета конгресса на их финансирование.

## Последовательность событий
Для юридического прикрытия сделок по поставке оружия была основана фирма «Энтерпрайз», открывшая несколько офшорных банковских счетов и торговых контор по поставкам оружия. В качестве её учредителей выступили связанный с ЦРУ отставной генерал-майор ВВС США Ричард Секорд (англ. Richard V. Secord) и иранский эмигрант Альберт Хаким (англ. Albert A. Hakim). Весной 1985 года первая партия оружия, приобретенная через «Энтерпрайз», была передана «контрас».
В мае 1985 года был разработан механизм поставки американского оружия в Иран при посредничестве Израиля. Со стороны Израиля в планировании механизма поставок принимали участие премьер-министр Израиля Шимон Перес, генеральный директор министерства иностранных дел Давид Кимхи, торговцы оружием А. Швиммер и Я. Нимроди. Со стороны США в обеспечении операции принимали участие консультант Совета национальной безопасности США Майкл Ледин (англ. Michael Ledeen) и Оливер Норт.
До начала поставок оружия между американцами и израильтянами было заключено соглашение о том, что Израиль получит «соответствующую компенсацию» за поставки оружия в Иран.
20 августа 1985 года на встрече в Лондоне М. Ледин передал Д. Кимхи секретный код для информирования участников о ходе сделки.
30 августа 1985 года в Иран было доставлено 100 противотанковых ракет BGM-71 TOW (в обмен на это был освобожден один из американских заложников), 14 сентября 1985 года — ещё 408 ракет TOW. В дальнейшем, в Иран были переданы запчасти к зенитным ракетам «MIM-23 Hawk». 18 и 28 февраля 1986 года из города Эйлат в Иран были переправлены ещё 400 ракет TOW.
Операция была предана огласке после того, как 5 октября 1986 года над Никарагуа был сбит военно-транспортный самолет C-123K с грузом военного назначения для «контрас». Выживший пилот, американец Юджин Хасенфус, был задержан правительственными силами и дал показания, что работает на ЦРУ. Вскоре после этого ливанский журнал «El-Schiraa» предал огласке историю с продажей оружия Ирану.

## Расследование в США
25 ноября 1986 года президент США Р. Рейган объявил о создании комиссии для расследования обстоятельств дела «Иран — контрас». 1 декабря 1986 года под руководством сенатора Джона Тауэра начала работу комиссия, впоследствии получившая название «Комиссия Тауэра».
В ходе расследования были получены сведения о масштабах американских поставок вооружения «контрас»:
- так, было установлено, что для финансирования поставок оружия и снаряжения для «контрас» в 1983 году в швейцарских банках были открыты счета, через которые (по неполным данным, имевшимся в распоряжении комиссии) государственные служащие Джоэл Паттерсон и Уильям Голден перечислили «контрас» свыше 3 млн долларов[5].
- в памятной записке, направленной участником операции, отставным генералом Дж. Синглаубом директору ЦРУ У. Кейси в июле 1986 года, сообщалось, что для переброски «контрас» подготовлена партия оружия в количестве 10 тыс. автоматов АКМ, 200 гранатомётов РПГ-7, 60 шт. 12,7-мм пулемётов, 200 шт. 60-мм миномётов, 50 шт. 82-мм миномётов и 50 зенитно-ракетных комплексов «с соответствующим количеством боеприпасов»[6].
- начало расследования по делу сорвало заключённое Оливером Нортом с корпорацией «Short Brothers» соглашение о поставке 30 переносных зенитно-ракетных комплексов «Blowpipe» и 150 ракет к ним, которые должны были быть отправлены из Англии в Чили и в дальнейшем переданы «контрас»[7].

В ходе расследования по делу «Иран — контрас» посол США в Коста-Рике Л. Тамбс дал показания, что деятельность «контрас» в Коста-Рике координировал Алан Фиерс — кадровый сотрудник ЦРУ с 20-летним стажем и опытом проведения «специальных операций», действовавший под именем «Клифф».
В ходе расследования был установлен факт использования ЦРУ США сотрудников британской частной военной компании «KMC Ltd.» в войне против Никарагуа (за поиск и подбор пилотов для самолётов, осуществлявших снабжение «контрас» на территории Никарагуа, компания получила от ЦРУ США 110 тыс. долларов).
26 февраля 1987 года был опубликован доклад комиссии. В тексте 200-страничного доклада действия администрации Рейгана были подвергнуты критике.
Параллельно с расследованием «комиссии Тауэра», по делу «Иран — контрас» проводились независимые расследования, результаты которых освещались в средствах массовой информации:
- так, журналисты американской газеты «Майами геральд» установили, что личный состав подразделения ВВС США «оперативная группа № 160» из состава 16-й вертолётной эскадрильи сил специальных операций ВВС США (16th Special Operations Squadron) участвовал в выполнении по меньшей мере 8 операций на территории Никарагуа, и по меньшей мере дважды открывал огонь по подразделениям Сандинистской народной армии. В ходе расследования, корреспонденты газетного треста «Найт-Риддер» нашли родственников двух погибших пилотов из подразделения «оперативная группа № 160»: отец погибшего в марте 1983 года пилота Дональда Олни сообщил, что его сын рассказывал ему о том, что выполняет полеты в Никарагуа с территории Гондураса, а вдова погибшего унтер-офицера Аллена Дженнингса сообщила, что её муж рассказал, что военное командование направляет его на выполнение специального задания за границей. В дальнейшем, в ходе расследования обстоятельств гибели Д. Олни и А. Дженнингса, журналисты газеты «Филадельфия инкуайер» установили, что обстоятельства гибели личного состава 16-й вертолётной эскадрильи сил специальных операций ВВС США были засекречены и не поступали в исследовательский центр безопасности полётов армии США, расположенный в штате Алабама[10].

## Рассмотрение дела Международным Судом ООН
Расследование продолжалось шесть с половиной лет и его стоимость к концу июля 1993 года составила 35 млн долларов.
18 января 1994 года был опубликован отчёт с окончательными итогами расследования.

## Помилование
В декабре 1992 года президент Джордж Буш-старший подписал указ о помиловании участников скандала.

## Причастные к скандалу
- Эллиот Абрамс — помощник государственного секретаря США, в 1980—1988 годы он оказывал поддержку вооружённой борьбе никарагуанских контрреволюционеров против сандинистского правительства, вопреки прямому запрету конгресса поставлять им вооружение. В 1991 году был признан виновным в сокрытии в 1986 году информации от конгрессменов о тайных поставках оружия в Никарагуа. Однако в 1992 году президент Джордж Буш-старший снял с него это обвинение.
- Каспар Уайнбергер — министр обороны США.
- Джон Пойндекстер — адмирал, советник президента по национальной безопасности.
- Карл Чэннел — финансист, по результатам расследования признан виновным в «участии в заговоре с целью обмана правительства США»[14]
- Алан Фирс (англ. Alan D. Fiers) — кадровый сотрудник ЦРУ, по результатам расследования 9 июля 1991 года был признан виновным в утаивании информации от конгресса США, 31 января 1992 года осужден на 1 год условно и 100 часов общественных работ, но 24 декабря 1992 года был амнистирован президентом США[15]
- Роберт Гейтс — причастность к скандалу расследуется[16].
- Роберт Макфарлейн, советник по национальной безопасности президента США Рейгана.
- Амирам Нир, советник премьер-министров Израиля Шимона Переса и Ицхака Шамира по вопросам борьбы против терроризма. Погиб в 1988 году в результате авиакатастрофы, которую некоторые считают подстроенной[17][18].